# 사이베이스

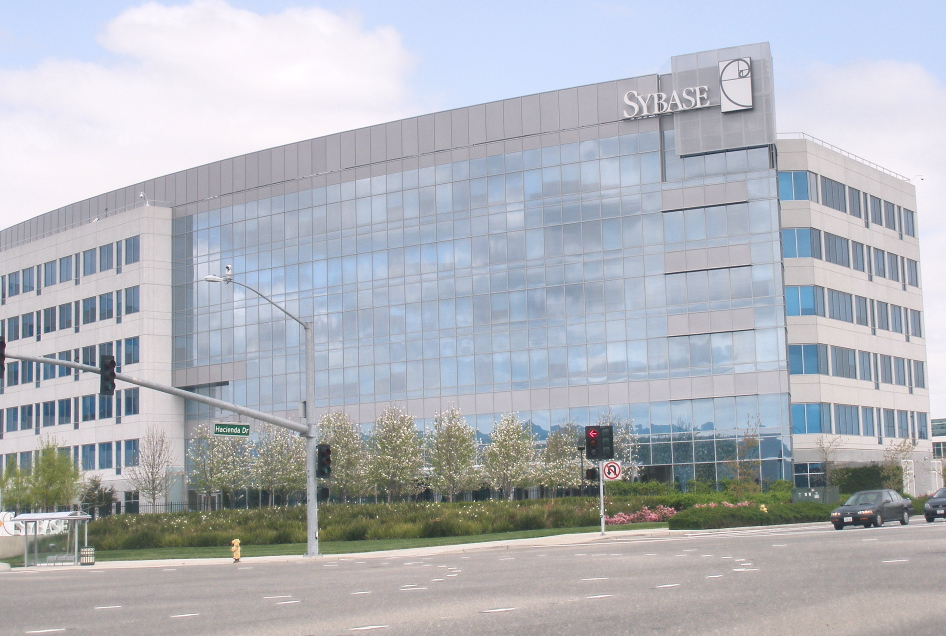
캘리포니아주 더블린에 위치한 사이베이스 본사.

사이베이스(Sybase)는 1984년 설립된 관계형 데이터베이스 관리 시스템 전문 기업 또는 그 제품이다. 사이베이스 회사는 2010년 5월 SAP에 인수되었다. 사이베이스 제품의 최신 버전은 Sybase ASE라고 불린다. ASE는 Adaptive Server Enterprise의 약자이다. SAP는 2014년부터 사이베이스라는 이름을 사용하지 않고 있다. 현재 Sybase 데이터베이스의 명칭은 SAP ASE이다.
1989년 마이크로소프트가 개발한 SQL 서버 버전 1.0은 사이베이스를 기반으로 개발한 관계형 데이터베이스로서 그 구조가 사이베이스와 매우 유사하다. 그 이후에도 줄곧 마이크로소프트 SQL은 사이베이스와 유사한 구조를 유지했으나, 버전 6.0 이후 제품의 성능을 대폭 개선하면서 구조가 많이 달라지게 되었다.